# Bożena Grabowska
Bożena Grabowska (ur. 10 maja 1934 w Warszawie, zm. 11 kwietnia 1999) – polska piosenkarka.

## Życiorys
Debiutowała w 1961 roku w programie Podwieczorek przy mikrofonie. Wystąpiła na II Międzynarodowym Festiwalu Piosenki Sopot 1962. W 1964 roku występowała w radiu i telewizji w Holandii, Belgii i RFN. Od 1970 występowała w paryskich kabaretach i rewiach, natomiast w 1974 odbyła tournée po USA, gdzie nagrała również płytę.
W 2012 nakładem wydawnictwa Teddy Records ukazał się album CD pt. Bożena Grabowska – Little Man prezentujący dorobek piosenkarki.